# Johannes Horst
Johannes Horst (* 18. März 1950 in Hürth) war bis zum 1. August 2014 Kanzler der Deutschen Sporthochschule Köln.

## Leben und Ausbildung
Horst studierte Rechtswissenschaft an den Universitäten Bonn und Köln. Das Studium schloss er 1975 mit dem ersten Staatsexamen und 1978 den Juristischen Vorbereitungsdienst mit dem zweiten Staatsexamen ab.

## Berufslaufbahn
Bis zu seiner Berufung zum Kanzler der Sporthochschule im Jahre 1999 übte er verschiedene Leitungspositionen in der Hochschulverwaltung aus (u. a. als Vizekanzler der Universität zu Köln). Er promovierte über das Thema „Personenbezogene Vorschlagsrechte im Hochschulbereich“ und ist Mitautor des Kommentars von Leuze/Epping zum Hochschulgesetz des Landes NRW. Zusammen mit Martin Nolte ist er zudem Herausgeber und Mitautor des „Handbuch Sportrecht“. Darüber hinaus ist er Autor zahlreicher verwaltungsrechtlicher Fachveröffentlichungen insbesondere im Wissenschaftsrecht und Sportrecht. Er ist Mitglied der Juristischen Prüfungsämter in Köln und Düsseldorf. Für seine besonderen Verdienste für die Etablierung des Sportrechts an der Deutschen Sporthochschule in Köln wurde er im Jahr 2012 zum Honorarprofessor ernannt.

## Werke (Auswahl)
- Personenbezogene Vorschlagsrechte im Hochschulbereich. Ein Beitrag zum Miteinander von Staat und Hochschule am Beispiel des Universitätsgesetzes des Landes Nordrhein-Westfalen (UG NW), Nomos Verlag, Baden-Baden, 1995
- Zusammen mit Martin Nolte (Hg.): Handbuch des Sportrechts (Lehrbuch für Studierende der Sportwissenschaft), in: Schriftenreihe Beiträge zur Lehre und Forschung im Sport, Hofmann Verlag. Dort zugleich Autor des Beitrags: Arbeitsrecht und Sport. Mitherausgeber der Schriftenreihe "Sport-Recht-Gesellschaft", Verlag Mohr Siebeck, Band 1 bis 4. Dazu weitere zahlreiche Aufsätze in Zeitschriften und Sammelwerken seit 1981.